# Szabolcs Hajdu

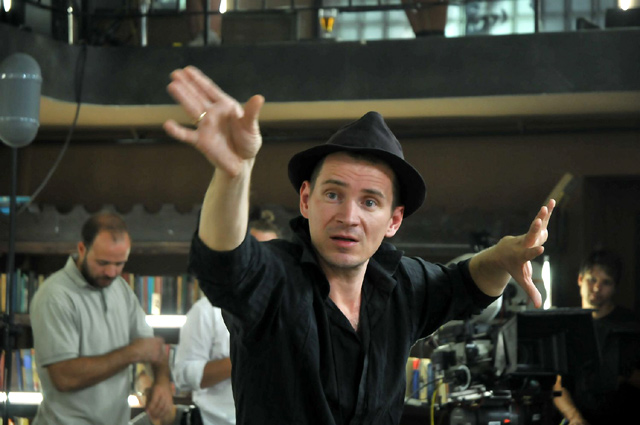
Szabolcs Hajdu

Szabolcs Hajdu (* 1972 in Debrecen, Ungarn) ist ein ungarischer Regisseur, Schauspieler und Drehbuchautor.

## Leben
Szabolcs Hajdu studierte am Ungarischen Filminstitut, wo er seinen ersten Kurzfilm Necropolis (1997) abdrehte.
In allen seinen Langfilmen spielt seine Frau Orsolya Török-Illyés die weibliche Hauptrolle.

## Filmografie (und Auszeichnungen)
- 2001: Sticky Matters (Bester Erstlingsfilm – Ungarisches Filmfestival, Spezialpreis der Jury – Moldodist Film Festival Kiew)
- 2004: Tamara (Bester Film – Portugiesisches Filmfest Avanca, Bestes Szenenbild – Ungarische Filmschau)
- 2006: White Palms (Bester Regisseur/bester Produzent/beste Kamera/bester Schnitt/Publikumspreis)
- 2010: Bibliothèque Pascal (Bester Film/beste Kamera – Ungarische Filmwoche)
- 2015: The Gambler
- 2016: Ernelláék Farkaséknál (It’s not The Time of My Life) (Kristallglobus – Internationales Filmfestival Karlovy Vary)
- 2025: Minden Rendben – (als Sándor)